# 蘇皓兒
蘇皓兒（英語：Chloe So Ho Yee，1994年4月6日—），本名蘇嘉汶，香港女演員、歌手及模特兒，現為MakerVille旗下藝人。

## 簡歷

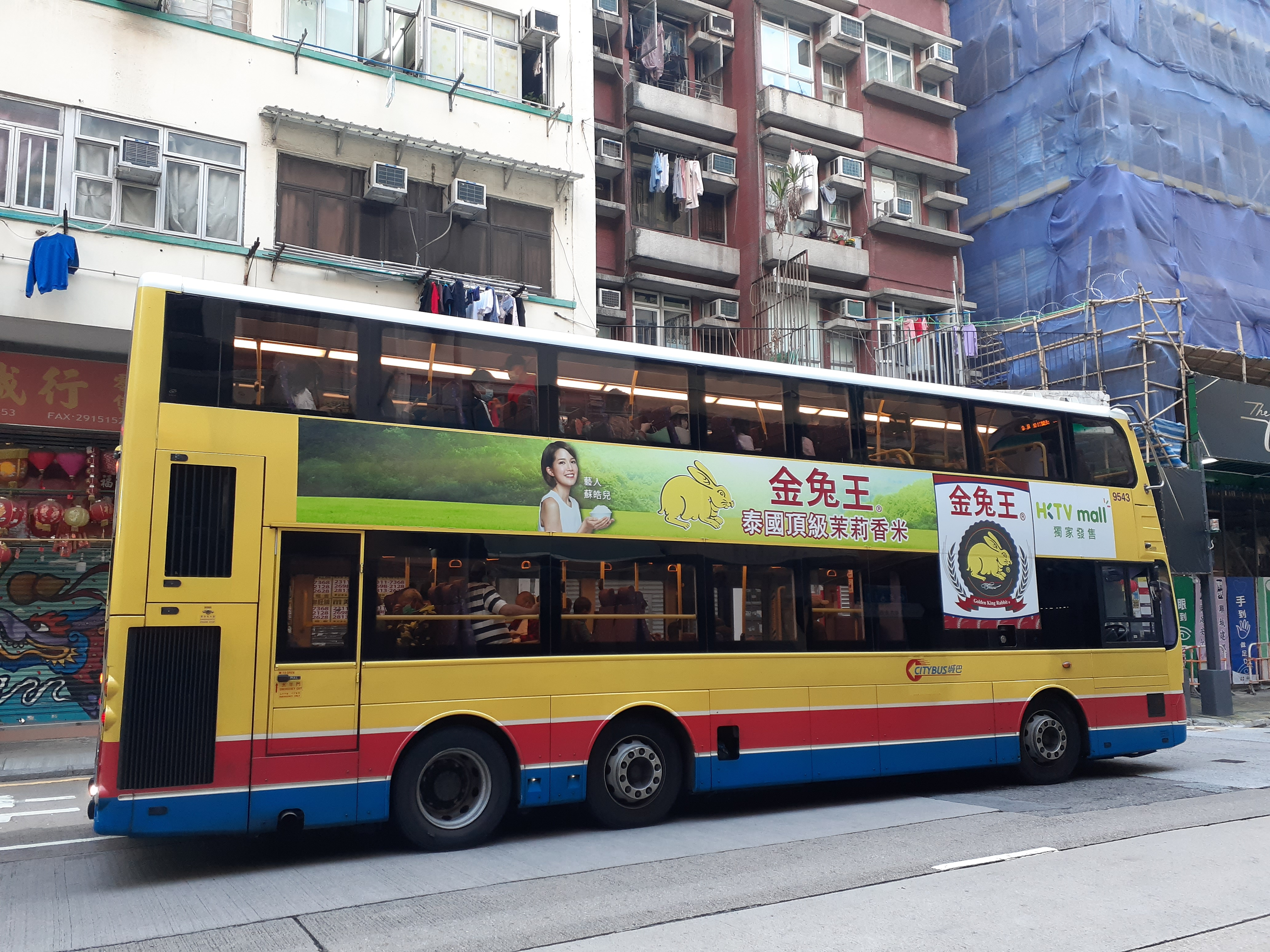
金兔王泰國原裝頂級茉莉香米巴士平面廣告（攝於2021年2月）

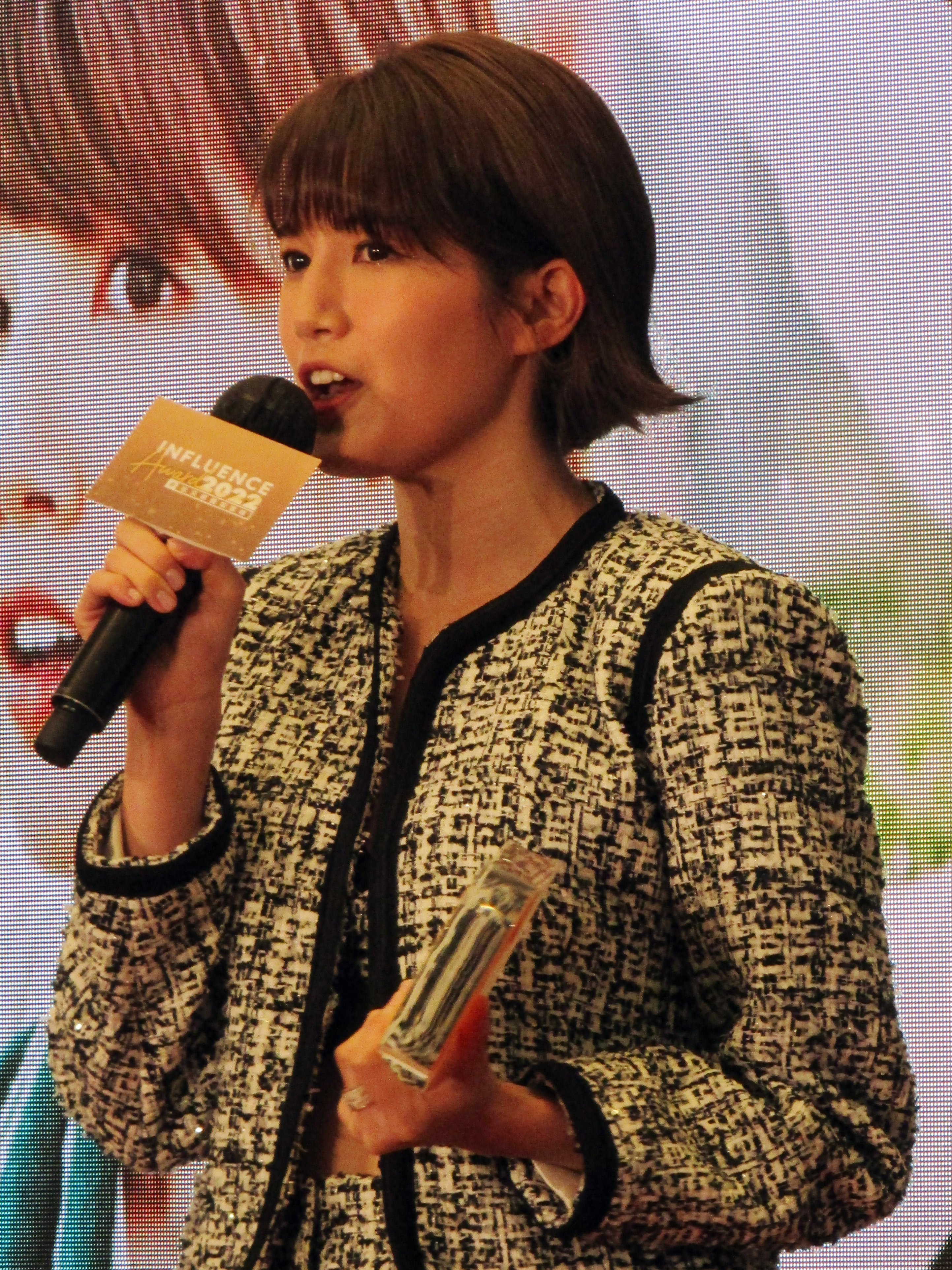
在尖沙咀海港城出席第二屆《香港社交媒體風雲榜》頒獎禮（攝於2023年2月28日）

蘇皓兒從小在大角咀長大，有一個哥哥，與家人關係普通；曾就讀世界龍岡學校劉皇發中學，2008年以該校學生身份參加《第12屆 Yes! 全港校花校草選舉》，並入圍最後廿強，原因是一直嚮往擔任平面模特兒的生活，希望能夠拍攝雜誌照片。之後她一邊繼續唸書，一邊與同期出道的顧定軒一起兼職雜誌模特兒，至2011年開始成為太陽娛樂文化旗下平面模特兒，2015年3月透過商業電台節目《好出奇》所舉辦的「好出奇獵頭公司 - As One Plus One」招募活動，獲挑選加入跳唱女子音樂組合「As One」；同年7月再跟太陽娛樂音樂簽約，與另外三位成員陳嘉茵（Kayan）、陳苑澄（Tania）、吳思佳（Shin）一起到韓國受訓和出道，主要擔任副唱及門面形象（團內樣貌最亮眼的成員）。
2017年12月，該組合基於太陽娛樂文化在音樂範疇投資不多，消耗大量金錢而被解散，之後蘇皓兒便繼續從事模特兒工作，且開始轉型為影視演員，首部參演作品為《瑪嘉烈與大衛系列 前度》，並在空閒時間向林立三、邱頌偉、彭秀慧等戲劇導師學習演戲；2018年春季獲相中演出陽光檸檬茶復刻版廣告，因其外貌與周慧敏相似而受到網民注目。2020年，她在無綫電視劇集《那些我愛過的人》裡飾演「姜子優」一角，因短髮形象突出而獲觀眾關注；同年加入邵氏兄弟成為旗下藝人，於2022年7月完約。
2025年6月，MakerVille官方網站列出蘇皓兒為旗下藝人。

## 感情生活
蘇皓兒曾於2018年開始跟王宗堯交往，但兩年後回復單身。

## 作品

### 劇集
colspan="3" style="background:#FFF; color:#000" align="left" ; |無綫電視
| 首映                                   | 劇名                            | 角色                            |
| -------------------------------------- | ------------------------------- | ------------------------------- |
| ViuTV                                  |                                 |                                 |
| 2017年                                 | 回憶備份                        | 家姐                            |
| 2017年                                 | 瑪嘉烈與大衛系列 前度（特別篇） | 嘉欣                            |
| 2023年                                 | Food Buddies                    | Asha                            |
| 2024年                                 | 反起跑線聯盟2                   | 冼如鳳(Melody)                  |
| 2024年                                 | 足球女將                        | 參加者(Melody)                  |
| 2020年                                 | 那些我愛過的人                  | 姜子優                          |
| 2022年                                 | 金宵大廈2                       | 郭渺渺                          |
| 2022年                                 | 金宵大廈2                       | 文女                            |
| 2022年 （myTV SUPER）2025年 （翡翠台） | 富貴千團                        | 徐瑩                            |
| hmvod                                  |                                 |                                 |
| 2020年                                 | 把砒霜留給自己（網劇）          | Tiffany（單元《花卉種植指南》） |
| 2020年                                 | 把砒霜留給自己（網劇）          | Miko（單元《星期日早上》）      |
| 2018年                                 | 我的夢中女神                    | Emilia                          |

### 電影
| 首映   | 劇名     | 角色       |
| ------ | -------- | ---------- |
| 2018年 | 卧底巨星 | 廣告美女   |
| 2019年 | 幻愛     | 圖書館職員 |
| 2021年 | 梅艷芳   | 梅艷芳徒弟 |
| 2021年 | 假冒女團 | 夏日葵     |
| 2022年 | 猛鬼3寶  | 阿怡       |
| 2022年 | 忽然心動 | Silver     |
| 2023年 | 12日     | 婚宴姊妹   |

### 音樂

#### 演出
| 年份   | 歌名                                | 角色 |
| ------ | ----------------------------------- | ---- |
| 2015年 | Candy Ball                          |      |
| 2016年 |                                     |      |
| 捨·得  |                                     |      |
| 2017年 | 再見舊城                            |      |
| 2018年 | Sol #4 (「 陽光」 檸檬茶廣告主題曲) |      |
| 2018年 | ？                                  |      |
| 2020年 | 原始心態                            |      |
| 2020年 | 人馬座                              |      |
| 2020年 | 遠在眼前                            |      |
| 2020年 | 視像見                              |      |

#### 演唱
《精靈寶可夢點點名》香港開電視2018年【重配版動畫首作】片尾曲）

## 獎項及提名
- 2022年：Yahoo! 搜尋人氣大獎2022 - 頭100位熱搜本地男女藝人或組合

## 外部連結
- 蘇皓兒的新浪微博
- 蘇皓兒的Facebook專頁
- 蘇皓兒的Instagram帳戶
- Chloe So Official Fans Club的Instagram帳戶
- MakerVille - 蘇皓兒